# Манціана
Манціана (італ. Manziana) — муніципалітет в Італії, у регіоні Лаціо,  метрополійне місто Рим-Столиця.
Манціана розташована на відстані близько 40 км на північний захід від Рима.
Населення — 7640 осіб (2014).
Щорічний фестиваль відбувається 29 серпня. Покровитель — святий Іван Хреститель.

## Демографія
Населення за роками:

Станом на 1 січня 2023 року в муніципалітеті офіційно проживало 637 іноземців з 62 країн, серед них 295 громадян країн Євросоюзу та 43 громадяни України.

## Сусідні муніципалітети
- Браччано
- Канале-Монтерано
- Оріоло-Романо
- Тольфа